# Beybienkoa shutana
Beybienkoa shutana är en kackerlacksart som beskrevs av Roth, L. M. 1991. Beybienkoa shutana ingår i släktet Beybienkoa och familjen småkackerlackor. Inga underarter finns listade.